# Quadratische Binärsuche
Quadratische Binärsuche ist ein Suchalgorithmus ähnlich der Binärsuche oder Interpolationssuche. Es versucht durch Reduzierung des Intervalls in jedem Rekursionsschritt die Nachteile der Interpolationssuche zu vermeiden.

## Idee
Nach dem Muster der Interpolationssuche wird zunächst in jedem rekursiven Schritt die vermutete Position k interpoliert. Anschließend wird – um die Nachteile der Interpolationssuche zu vermeiden – das Intervall der Länge {\displaystyle {\sqrt {n}}} gesucht, in dem sich der gesuchte Wert befindet. Auf dieses Intervall wird der nächste rekursive Aufruf der Suche angewendet.
Auf diese Weise verkleinert sich der Suchraum bei gegebener Liste der Länge n bei jedem rekursiven Schritt auf eine Liste der Länge {\displaystyle {\sqrt {n}}}.

## Komplexität
Wie bei der Interpolationssuche ergibt sich im mittleren Fall eine Laufzeit von {\displaystyle {\mathcal {O}}(\log(\log(n)))}, im schlechtesten Fall jedoch nur eine Laufzeit von {\displaystyle {\mathcal {O}}({\sqrt {n}})}.